# 嘉蔭県
嘉蔭県（かいん-けん）は、中華人民共和国黒竜江省伊春市に位置する県。県政府所在地は朝陽鎮。

## 地理
嘉蔭県は黒竜江省北部、小興安嶺の北麓に位置する。東北は黒竜江を挟んでロシアに接する。省属嘉蔭農場と烏拉嘎金鉱が県内にある。地勢は南高東低であり、谷が縦横に走り、丘陵部の間に平原部がある。主要な河川は国境の黒竜江の他に嘉蔭河・結烈河・烏雲河・烏拉嘎河・平陽河など50余の黒竜江水系が流れ、水利資源が豊富な地域である。西北の行政区は黒河市と南東部の行政区は鶴崗市と接している。

## 歴史
嘉蔭県は旧称を県内の黒竜江南岸に位置する山峰に因む仏山県と称す。1955年に県名改称の際に県内を流れる嘉蔭河に由来する現在の県名が採用された。
行政区画設置の歴史は1908年（光緒34年）8月5日の黒竜江巡撫により観音山（仏山の別称）への仏山府設置請願に由来する（未設置）。中華民国成立後は1912年に設置された蘿北庁設治局（後に蘿北県と改称）の管轄とされ、1916年5月には蘿北県北部に新設された烏雲設治局の管轄とされた。1927年7月12日には烏雲設治局東部、観音山の北（保安村）に仏山設治局が設置され、現在の嘉蔭県に相当する行政区画が誕生した。1929年2月14日、仏山設治局を仏山県と改称、また県北西部には烏雲県が新設された。
1947年（民国36年）に烏雲県を、1949年には双河県を統合、1955年に嘉蔭県と改称された。1979年に伊春市へ編入され現在に至る。

## 行政区画
4鎮、5郷、1省属国営農場、3林場を管轄する：
- 鎮：朝陽鎮、烏雲鎮、烏拉嘎鎮、保興鎮
- 郷：常勝郷、向陽郷、滬嘉郷、紅光郷、青山郷
- 国営農場：嘉蔭農場
- 林場：太平林場、清河林場、馬連林場

## 経済
農業開発は比較的遅れており、食糧作物は小麦、大豆が主。トウモロコシ、アワ、水稲などの作物も育つ。黒龍江岸の村は漁業を行なっており、サケ、チョウザメ、コイ等が獲れる。混交林が広大な面積を占め、樹種は多く、クヌギ、カバノキ、クルミ、ヤチダモ等がある。山ではクロキクラゲ、ヤマブシタケ、ワラビ等が採れる。金鉱開採の歴史は古く、早くは清末の烏拉嘎金鉱が地元に限らず名高く、この他、硫鉄鉱、蛇紋石、琥珀、褐炭などの鉱産資源を有する。 農機具製造、木材加工、煉瓦などの工場があり、特に1988年国務院が嘉蔭を国家一類口岸に批准後、ロシアやベラルーシへの輸出額が増加している。

## 交通
伊春から嘉蔭、綏浜から嘉蔭、孫呉から嘉蔭へと至る三本の公路があり、内陸河川の水運は5から10月にかけて使用可能であり、上流は黒河市、下流は松花江へ入る。

### 国境検問所
- 嘉蔭市口岸（中国語版）

### 道路
- 国道
  -  G331国道

## 健康・医療・衛生
- 嘉蔭県人民医院
- 伊春市嘉蔭県中医院